# Конёнкова, Маргарита Ивановна
Маргари́та Ива́новна Конёнкова, урождённая Воронцо́ва (1895, Сарапул, Вятская губерния — 1980, Москва) — вторая супруга (с 1922) и муза скульптора Сергея Конёнкова, пропагандистка его творчества, заметная фигура русской диаспоры в США межвоенной эпохи, близкая знакомая и корреспондент физика Альберта Эйнштейна; по сомнительной, но популярной версии — агент советской разведки, фигурант советской атомной программы.

## Биография
Родилась в 1895 году в семье адвоката Сарапульского окружного суда Ивана Тимофеевича Воронцова. Окончила женскую гимназию в Сарапуле; затем училась на Высших женских юридических курсах Полторацкой в Москве. Была знакома со многими известными людьми того времени: Фёдором Шаляпиным, Сергеем Есениным, Анатолием Мариенгофом, Сергеем Рахманиновым, Всеволодом Мейерхольдом и другими.
В 1922 году вышла замуж за скульптора Сергея Конёнкова, став его второй женой; через год они переехали в Америку. Там встречалась с Альбертом Эйнштейном, который был в нее влюблен, дружила с Кэтрин и Робертом Оппенгеймерами;
Согласно Павлу Судоплатову ("Разведка и Кремль: Записки нежелательного свидетеля"), Коненкова, которую он называл «нашим доверенным агентом», была направлена на сбор информации о Манхэттенском проекте и стала близким доверенным лицом Оппенгеймера. Она должна была «оказывать влияние на Оппенгеймера и других выдающихся американских ученых, с которыми она встречалась в Принстоне», где жил Эйнштейн. Ее контактом была резидент в США Елизавета Зарубина.
В 1945 году супруги Коненковы с помпой вернулись в СССР.
Детей не имела.
Скончалась в Москве, пережив мужа на девять лет; похоронена рядом с ним на Новодевичьем кладбище (участок № 8).

## В искусстве
- В первом сезоне сериала «Гений» (2017), повествующем о жизни Альберта Эйнштейна, роль Маргариты Конёнковой сыграла актриса Аня Букштейн.
- В российском сериале «Эйнштейн. Теория любви» (2013) роль Маргариты исполнила Ольга Будина.
- С 2022 года в гастролирующем по миру спектакле «Эйнштейн и Маргарита» по пьесе «Альмар» Александра Гельмана её роль исполняет Ксения Раппопорт[7].